# 莫纳伊西斯
莫纳伊西斯（羅馬化：Monaísēs），或译摩尼西斯，是一位帕提亚贵族。公元前37年，他逃离帕提亚国王弗拉特斯四世，到往罗马三头同盟之一的马克·安东尼那里。但在之后，他和帕提亚国王和解，并返回了帕提亚。公元前38年，安东尼进犯帕提亚。莫纳伊西斯于阿特罗帕特尼袭击了他的辎重和攻城器械，在其战败中扮演了重要角色。